# الصوفية (ناحية)
الصوفية ناحية من النواحي تابعة لقضاء الرمادي وهي منطقة جغرافية واسعة وكبيرة تقع على ضفاف نهر الفرات.
ومن المعلوم تاريخيا ان منطقة الصوفية هي أحد ضواحي قضاء الرمادي والتي تتمدد مسافة حوالي 10 كم على ضفة نهر الفرات اليمنى، وهي ذات طابع ريفي أكثر من كونها حضر إلا أن الرفاه الاقتصادي الذي يتوفر لمعظم القبائل التي تعيش في الصوفية منذ مدة طويلة جعل طراز البناء يمتاز بقوالب غربية في الغالب.
وتعود تسمية هذه الناحية إلى الصوفية نسبة إلى عملية جز الصوف التي كانت القبائل الرعوية المستقرة فيها تمارسها وليس لطريقة من طرائق المتصوفة كما يعتقد البعض.